# 一型繋留気球
一型繋留気球
一型繋留気球の6号機
- 用途：偵察気球
- 分類：繋留気球
- 製造者：藤倉工業、東京イー・シー工業
- 運用者：大日本帝国陸軍
- 初飛行：1920年
- 生産数：25基（あるいは24基）[2]
- 運用状況：退役

一型繋留気球（いちがたけいりゅうききゅう）は、大日本帝国陸軍が用いた偵察用の繋留気球。

## 経緯
陸軍気球隊では1918年（大正7年）にフランスより輸入したR型繋留気球を主力として用いていたが、1920年（大正9年）にR型の部分的な改造品を試作し、6月21日に陸軍に徴収された試作第一号を皮切りに18機が製作された。生産は藤倉工業と東京イー・シー工業（現三菱電機）が担当した。
生産開始の段階では輸入品と同様に「R型繋留気球」と呼称されていたが、1926年（大正15年）8月に「一型繋留気球」の名で準制式制定がなされた。準制式制定後も、1927年（昭和2年）に製造中止となるまでの間に7機が追加で完成している。また、1927年には後継機として九三式繋留気球の開発が開始されている。
なお、1931年（昭和6年）に「九一式繋留気球」と改称されたとする資料があるが、九一式はフランス製のBD型繋留気球を原型とするもので、一型とは別物だとする資料も存在する。

## 設計
ガス嚢と空気房を収め吊籠を吊り下げた魚形の気嚢を持ち、気嚢の後部には120度の角度を取って安定舵嚢と方向舵嚢が取り付けられている。なお、気嚢尾部が尖っていない点が、後年の日本陸軍の繋留気球との外観上の差異となる。
価格は1基19,000 - 22,985円だった。

## 諸元
出典：『陸軍気球連隊と第二格納庫』 2頁、『日本の軍用気球』 154頁。
- 全長：27.977 m
- 気嚢最大中径：8.24 m
- 気嚢容積：1,000 m3
- 重量：523 kg
- 有効搭載量：200 kg
- 乗員：2名